# The Days of Grays
The Days of Grays – szósty album studyjny fińskiego zespołu power metalowego Sonata Arctica, wydany w 2009 roku przez Nuclear Blast.

## Lista utworów
1. "Everything Fades to Gray" (Instrumental) - 03:07
2. "Deathaura" - 07:59
3. "The Last Amazing Grays" - 05:40
4. "Flag in the Ground" - 04:09
5. "Breathing" - 03:55
6. "Zeroes" - 04:24
7. "The Dead Skin" - 06:15
8. "Juliet" - 05:59
9. "No Dream Can Heal a Broken Heart" - 04:33
10. "As If the World Wasn't Ending" - 03:49
11. "The Truth Is Out There" - 05:04
12. "Everything Fades to Gray" (Full Version) - 04:30
13. "In the Dark" - dodatkowy utwór w wydaniu Digipack
14. "Nothing More" - dodatkowy utwór
15. "In My Eyes You're a Giant" - dodatkowy utwór

Orchestral Bonus CD2
1. "Deathaura" – 7:57
2. "The Last Amazing Grays" – 5:10
3. "Flag in the Ground " – 3:55
4. "Juliet" – 6:02
5. "As If the World Wasn't Ending" – 3:56
6. "The Truth Is out There" – 5:07
7. "In the Dark" – 5:22

## Twórcy
- Tony Kakko – śpiew
- Eljas Viljanen – gitara
- Henrik Klingenberg – instrumenty klawiszowe
- Marko Paasikoski – gitara basowa
- Tommy Portimo – instrumenty perkusyjne
- Johanna Kurkela – żeński głos w utworach "Deathaura" i "No Dream Can Heal a Broken Heart"
- Perttu Kivilaakso - wiolonczela (utwory nr 1, 6, 11, 12 i 14).